# Bandera de Suecia

Bandera sueca de la Marina mercante (1844-1905), durante el período de unión con Noruega

La bandera de Suecia consiste en un paño azul con una cruz de oro (amarillo). La norma actualmente vigente que regula los colores y la composición de la bandera sueca es la Ley de Banderas de 1982.
La antigüedad de la bandera sueca no ha podido ser determinada con exactitud. Está documentado el uso de una tela azul con una cruz amarilla como símbolo desde el siglo XVI. Según una orden real de 1569, la cruz amarilla debía figurar siempre en las enseñas suecas, dado que el escudo del monarca tenía una cruz dorada entre campos azules. Se cree que el diseño y los colores de la bandera sueca se inspiraron en el escudo de armas actual de Suecia de 1442, que es azul dividido en cuatro partes por una cruz patada dorada. El azul y el amarillo se han utilizado como colores suecos al menos desde el escudo de armas real de Magnus Ladulás de 1275. Las primeras pruebas del uso de la enseña crucífera azul y amarilla en naves suecas son, no obstante, de la tercera década del siglo XVII, es decir, del reinado de Gustavo II Adolfo. 
Según la Ley de Banderas más antigua existente en Suecia, de 1663, había que usar una enseña de tres puntas, excepto en los barcos mercantes, cuya bandera era de contorno recto. 
Durante los años comprendidos entre 1844 y 1905, los buques pertenecientes a la marina mercante usaron una bandera en la que se combinaban los colores de las banderas de Noruega y Suecia, entonces unidas.
Desde 1916 se ha venido celebrando el 6 de junio como el Día de la Bandera Nacional que se convirtió, en 1983, en el día de la Fiesta Nacional. Se ha elegido esa fecha por dos razones: Gustavo Vasa fue elegido rey de Suecia el 6 de junio de 1523, sentándose así las bases del futuro Estado nacional sueco. El mismo día del año 1809, entró en vigor en Suecia una nueva ley fundamental sobre la forma de gobierno que, entre otras cosas, estableció libertades y derechos para los ciudadanos. 
La bandera suele ser izada oficialmente a las 8 de la mañana entre el 1 de marzo y el 31 de octubre, y, el resto del año, a las 9 de la mañana, siendo arriada a la puesta del sol. Si la bandera está iluminada, puede permanecer izada durante la noche. Hay establecidos los días festivos en que es obligatorio oficialmente izar bandera. 
Existen versiones de la bandera nacional que terminan en tres puntas, y son usadas por las fuerzas armadas y la familia real. Las banderas empleadas por la Casa Real Sueca van provistas también con el escudo nacional pequeño o grande situado en el centro de la bandera. No hay creador específico de esta bandera.

## Curiosidades
Significados de los colores: Para los suecos, el azul de la bandera representa la verdad, la lealtad y la justicia. El amarillo representa la generosidad.